# 福岡県道703号柳川筑後線
福岡県道703号柳川筑後線（ふくおかけんどう703ごう やながわちくごせん）は、福岡県柳川市から筑後市に至る一般県道である。

## 概要
柳川市東蒲池から筑後市大字和泉に至る。江戸時代初期の柳河藩主田中吉政が整備した柳川 - 八女の街道の一部に相当する。
柳川市街と筑後市の福岡県道706号筑後城島線筑後ループ橋付近までを結ぶ県道であり、筑後平野を西南西 - 東北東方向にほぼ一直線で走る。一部2車線の区間もあるが、全体を通じて1車線程度の幅員が狭い区間が多いので走行には注意が必要である。

### 路線データ
- 起点：福岡県柳川市東蒲池（柳川西IC入口交差点、国道385号交点、有明海沿岸道路 柳川市IC）
- 終点：福岡県筑後市大字和泉（福岡県道706号筑後城島線交点）
- 総延長：14,091 m

## 路線状況

### バイパス
柳川市三橋町柳河（有明海沿岸道路）からみやま市瀬高町上庄に至るバイパスが計画され、一部区間を除いて開通済みとなっていたが、2008年（平成20年）8月に全区間開通した。筑後市方面への接続は、福岡県道89号瀬高久留米線が狭隘なため、福岡県道96号八女瀬高線から福岡県道791号富久瀬高線を経由して水田中町交差点で現道に接続すると全経路2車線である。一部は1987年（昭和62年）3月に廃線となった旧国鉄佐賀線の線路跡に建設され、かつての駅でいうと百町駅 - 三橋駅間にあたる。

### 有明海沿岸道路一般部
2008年（平成20年）3月29日に暫定完成した有明海沿岸道路一般部のうち、柳川市三橋町柳河から同市東蒲池までの区間が当路線のバイパスとして指定されている。

### 重複区間
- 福岡県道89号瀬高久留米線（筑後市大字中折地）
- 福岡県道716号水田大川線（筑後市大字水田・水田中町交差点 - 筑後市大字水田・水田交差点、190 m[1]）
- 福岡県道96号八女瀬高線（筑後市大字尾島 地内）

### 道路施設

#### 橋梁
- 久富橋（二ッ川、柳川市）
- 磯鳥橋（沖端川、柳川市）
- 太田川橋（柳川市）
- 大請橋（柳川市）
- 菰添橋（柳川市）
- 上馬間田橋（前田川、筑後市）
- 村中橋（筑後市）
- 榎橋（筑後市）
- 平霊石橋（筑後市）
- 南水田橋（筑後市）
- 和泉橋（花宗川、筑後市）

## 地理

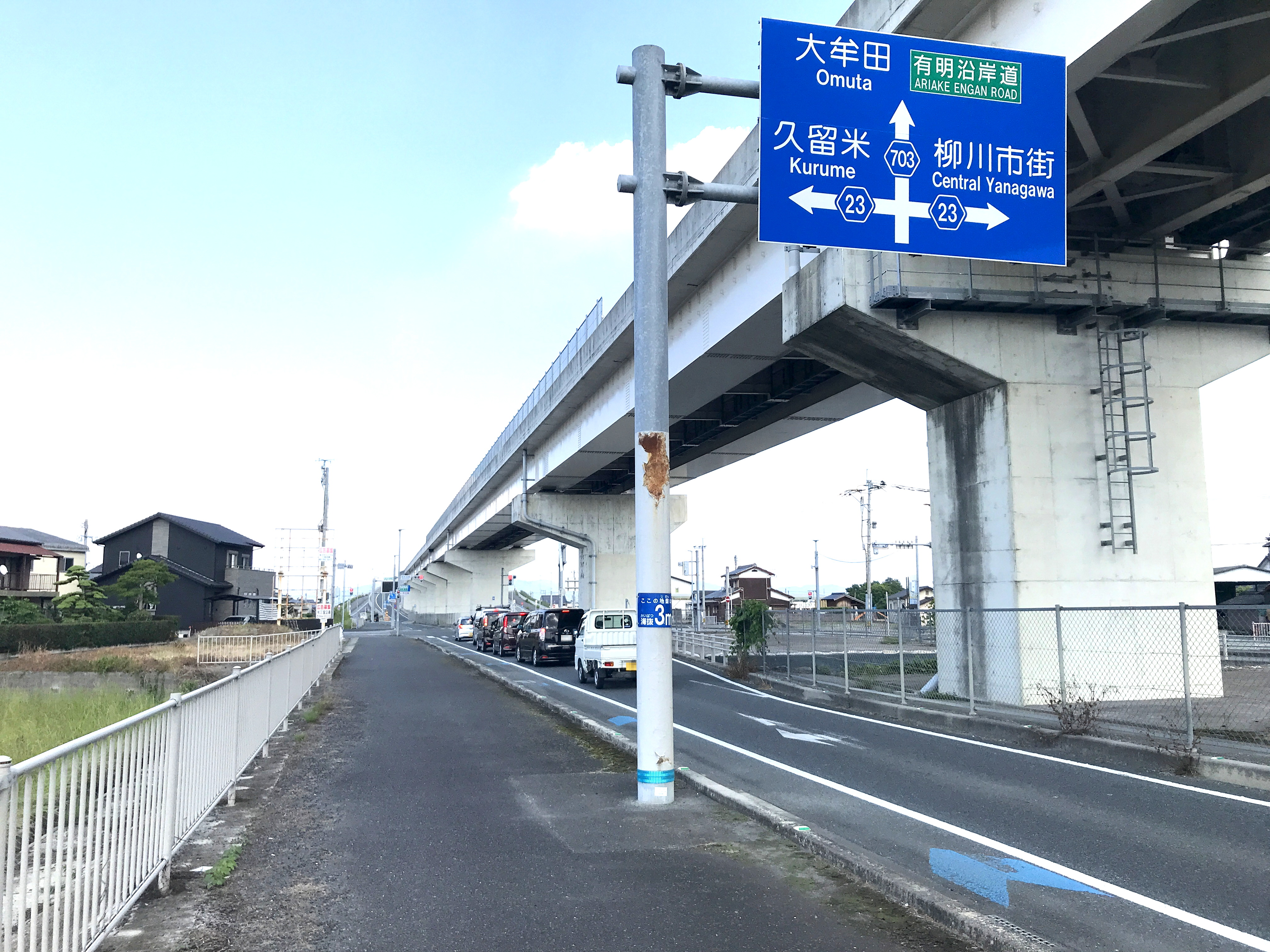
有明沿岸道一般部 柳川市東蒲池から柳川東IC方面

### 通過する自治体
- 柳川市
- 筑後市

### 交差する道路
| 交差する道路                                                         | 市町村名 | 交差する場所 | 交差する場所                                                                             |
| -------------------------------------------------------------------- | -------- | ------------ | ---------------------------------------------------------------------------------------- |
| 有明海沿岸道路 国道385号                                             | 柳川市   | 東蒲池       | 柳川市IC入口交差点 / 起点 柳川西IC                                                       |
| 福岡県道23号久留米柳川線                                             | 柳川市   | 矢加部       | 町矢加部交差点                                                                           |
| 有明海沿岸道路                                                       | 柳川市   | 矢加部       | 柳川東IC                                                                                 |
| 福岡県道772号徳益蒲船津線                                            | 柳川市   | 三橋町柳河   | 矢加部東交差点                                                                           |
| 福岡県道773号木元白鳥線                                              | 柳川市   | 三橋町木元   |                                                                                          |
| 福岡県道83号大和城島線                                               | 柳川市   | 三橋町吉開   | 吉開交差点                                                                               |
| 福岡県道89号瀬高久留米線 重複区間起点                                | 筑後市   | 大字中折地   |                                                                                          |
| 福岡県道89号瀬高久留米線 重複区間終点                                | 筑後市   | 大字中折地   |                                                                                          |
| 福岡県道716号水田大川線 重複区間起点 福岡県道791号富久瀬高線         | 筑後市   | 大字水田     | 水田中町交差点                                                                           |
| 福岡県道716号水田大川線 重複区間終点 福岡県道721号船小屋停車場水田線 | 筑後市   | 大字水田     | 水田交差点                                                                               |
| 福岡県道706号筑後城島線                                              | 筑後市   | 大字和泉     | 終点                                                                                     |
| バイパス                                                             |          |              |                                                                                          |
| 福岡県道703号柳川筑後線 / 現道                                       | 筑後市   | 大字馬間田   | バイパス起点【北緯33度11分6.4秒 東経130度27分53.9秒 / 北緯33.185111度 東経130.464972度】 |
| 福岡県道89号瀬高久留米線                                             | 筑後市   | 大字馬間田   |                                                                                          |
| 福岡県道791号富久瀬高線                                              | 筑後市   | 大字常用     |                                                                                          |
| 福岡県道724号船小屋停車場線 重複区間起点                             | 筑後市   | 大字尾島     |                                                                                          |
| 福岡県道96号八女瀬高線 福岡県道724号船小屋停車場線 重複区間終点      | 筑後市   | 大字尾島     | バイパス終点【北緯33度11分3.8秒 東経130度29分52.7秒 / 北緯33.184389度 東経130.497972度】 |

### 交差する鉄道
- 西鉄天神大牟田線

### 沿線
- 柳川市役所
- 柳川川下り
- 三柱神社
- 西鉄天神大牟田線 矢加部駅
- 中山の大藤
- 筑後市立水田小学校
- 福岡県立筑後特別支援学校
- 筑後ループ橋
- JR九州鹿児島本線 羽犬塚駅